# Gnophos alexandra
Gnophos alexandra là một loài bướm đêm trong họ Geometridae.